# Вефа (стадіон)
Стадіон Вефа (тур. Vefa Stadyumu) — футбольний стадіон, розташований в Карагюмрюку, кварталі району Фатіх, в Стамбулі (Туреччина). Місткість стадіону складає 12 500 глядачів. Він служить домашньою ареною для футбольних клубів «Вефа» і «Фатіх Карагюмрюк». Крім того, на арені проводяться матчі плей-офф турецьких нижчих ліг, ігри, американського футболу та святкові церемонії.

## Історія
Стадіон Карагюмрюк вперше використовувався в якості футбольного поля в 1926 році, перебуваючи на місці колишнього візантійського водосховища, відомого як Чукурбостан, розташований в однойменному кварталі району Фатіх. Стадіон був побудований в цистерні Аеція, на проспекті Февзі-паші (тур. Fevzi Paşa Caddesi) в напрямку кварталу Едірнекапи в районі Фатіх. Цистерна була побудована в 420 році за вказівкою преторіанського префекта Аеція під час правління імператора Феодосія II (правив з 408 по 450 рік). Цистерна мала довжину і ширину 244 і 84 метри відповідно, а також 15 метрів в глибину, в оточенні 15 метрової високої стіни. Із-за археологічної значущості стіни цистерни були захищені в первинному проекті стадіону.
Будівельні роботи в Чукурбостані почалися у 1926 році. У 1945 році, коли спорудження стадіону було завершено, права орендаря були передані Хасану Алі Юджелю, випускнику Вефського ліцею та колишньому міністру освіти Туреччини. Спортивний комплекс був переданий спортивного клубу «Вефа» і перейменований в його честь.

### Реконструкція
Реконструкція стадіону розпочалася у 2007 році, її вартість склала 30 мільйонів турецьких лір. Він був обладнаний 11 722 сидіннями і VIP-ложею в 66 м². Проект включав в себе також приміщення для занять баскетболом, настільним тенісом і бойовими мистецтвами.

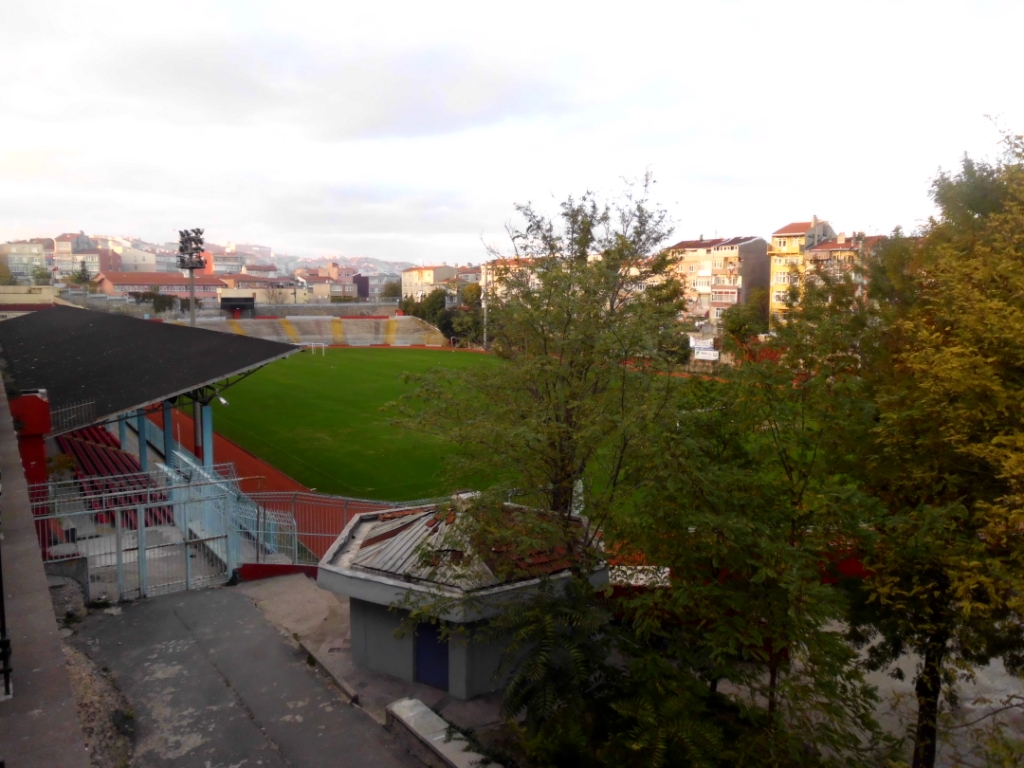
Вигляд на стадіон з боку проспекту.